# Julia Smit
Julia Smit (née le 14 décembre 1987 à Santa Rosa) est une nageurse américaine spécialiste des épreuves de nage libre et de quatre nages. Ancienne détentrice du record du monde du 400 m quatre nages en petit bassin, elle compte à son palmarès deux médailles olympiques enlevées en 2008 à Pékin, des médailles glanées en participant cependant uniquement aux séries.

## Biographie
Après une première participation aux championnats nationaux en 2002, elle enlève son premier podium l'année suivante en 2003 (elle remporte le bronze du 400 m quatre nages lors des championnats d'été). L'année suivante, elle dispute les sélections olympiques mais ne réussit pas à se qualifier dans l'équipe nationale retenue pour les Jeux olympiques d'été de 2004, ce en dépit de plusieurs finales. En 2007, elle représente pour la première fois son pays à l'occasion des Jeux panaméricains. Elle y remporte cinq médailles dont quatre en or. Titrée sur 100 m dos, 200 m quatre nages et médaillée d'argent du 200 m dos, elle s'illustre aussi en relais en gagnant les relais 4 × 100 m nage libre et 4 × 100 m quatre nages.
En juin 2008, elle parvient à se qualifier pour les Jeux olympiques d'été de 2008 via les Trials américaines. Troisième du 200 m nage libre et sixième du 100 m nage libre, elle gagne en effet une place parmi les nageuses retenues pour disputer les épreuves de relais des 4 × 100 m nage libre et 4 × 200 m nage libre. Elle ne parvient toutefois pas à obtenir un quota individuel malgré une troisième place lors du 400 m quatre nages. Aux Jeux, elle participe aux séries des deux relais de nage libre et contribue à qualifier ces équipes pour les finales. Elle n'est cependant pas retenue parmi les titulaires alignées lors de celles-ci. En revanche, les performances du quatuor américain en finale lui permettent de remporter deux médailles : l'argent au titre du relais 4 × 100 m nage libre et le bronze au titre du relais 4 × 200 m nage libre.
En novembre 2008, à l'occasion de la Coupe du monde organisée à Toronto, elle bat le premier record du monde de sa carrière en nageant un 400 m quatre nages en petit bassin en 4 minutes et 25,87 secondes. Elle améliore ainsi le meilleur temps planétaire de la Zimbabwéenne Kirsty Coventry, sacrée championne du monde quelques mois plus tôt en 4 minutes et 26,52 secondes.

## Palmarès

### Jeux olympiques
- Jeux olympiques de 2008 à Pékin (Chine) :
  -  Médaille d'argent au titre du relais 4 × 100 m nage libre[Note 1].
  -  Médaille de bronze au titre du relais 4 × 200 m nage libre[Note 1].

## Records

### Records personnels
Ces tableaux détaillent les records personnels de Julia Smit en grand et petit bassin au 16/04/2009.
| Épreuve            | Temps         | Compétition                      | Lieu                     | Date       |
| 100 m nage libre   | 53 s 67       | Olympic Trials américaines 2008  | Omaha, États-Unis        | 03/07/2008 |
| 200 m nage libre   | 1 min 56 s 73 | Olympic Trials américaines 2008  | Omaha, États-Unis        | 02/07/2008 |
| 200 m quatre nages | 2 min 12 s 99 | Championnats des États-Unis 2007 | Indianapolis, États-Unis | 04/08/2007 |
| 400 m quatre nages | 4 min 35 s 70 | Olympic Trials américaines 2008  | Omaha, États-Unis        | 29/06/2008 |

| Épreuve            | Temps         | Compétition          | Lieu            | Date       |
| 200 m quatre nages | 2 min 06 s 49 | Coupe du Canada 2008 | Toronto, Canada | 29/11/2008 |
| 400 m quatre nages | 4 min 25 s 87 | Coupe du Canada 2008 | Toronto, Canada | 28/11/2008 |

### Record du monde battu
Ce tableau détaille l'unique record du monde battu par Julia Smit durant sa carrière ; celui-ci l'a été en petit bassin.
| Épreuve                            | Temps         | Compétition          | Lieu            | Date       |
| 400 m quatre nages en petit bassin | 4 min 25 s 87 | Coupe du Canada 2008 | Toronto, Canada | 28/11/2008 |